# CKMF-FM
CKMF-FM diffusant sous le nom de Énergie 94.3 est une station de radio commerciale privée québécoise à Montréal. Cette station est une division de Bell Media.
La station de classe C diffuse sur la fréquence 94,3 MHz avec une puissance d'antenne de 41 400 watts via un émetteur omnidirectionnel situé sur le mont Royal et est la tête du réseau Énergie, qui comprend huit stations à travers le Québec.
Énergie diffuse de la musique au format de top-40 pour adultes (ou hot adult contemporary/hot AC).

## Historique

### Années 1960
Lancée le 18 mai 1964 sous l'indicatif d'appel CJMS-FM à la fréquence 94,3 MHz d'une puissance de 40 000 watts, elle occupait un studio chez sa station sœur CJMS (1 280 kHz) située au Palais du Commerce, 1700 rue Berri à Montréal, et diffusait principalement de la musique de détente, classique ou de ballet. Elle comptait sur trois annonceurs, soit Gilles Alain, Denis Hudon et Gilles Proulx. Dès janvier 1965, quatre grandes vedettes d'opéra, Yolande Dulude, Raoul Jobin, Jean-Paul Jeannotte et Yoland Guérard se relaient l'animation. Ce dernier sera nommé gérant de la station en 1968. Joël Le Bigot fait ses débuts en 1965 en tant qu'annonceur,. La station organisait une opérette annuelle à la Place des Arts.

### Années 1970
En décembre 1970, la famille Crépault vend la Corporation Supravox et Radiodiffusion Mutuelle à la Corporation Civitas. Cette transation marque le début d'une transformation de la station FM.
Le 1er mai 1971, la station fut renommée CKMF-FM, pour « Modulation de Fréquence ». La programmation est composée à 40 % de contenu francophone (d'ici et de France), 10 % anglophone, et instrumentale pour le reste. Yves Blouin est le nouveau directeur des programmes et également animateur. André Marcoux est à l'émission du matin, et Pierre Olivier au retour à la maison. Michel Trahan arrive en février 1972, et la station se sépare physiquement de CJMS en déménageant en juin au 225, rue Roy est, où se trouvent Les Productions Mutuelles,. Quelques jours plus tard, la direction fait marche arrière et revient dans un format de musique de détente. Reine Malo anime les soirées. Stéphan Deval arrive à l'hiver 1973 pour animer les nuits puis les soirées jusqu'en 1985, Anita Barrière arrive au printemps 1973. Deux albums basés sur l'émission de soirée Le Temps d'aimer sont mis sur le marché,. Pierre Marcotte anime la matinale de l'automne 1974 jusqu'à l'été 1977.
À l'été 1975, André Marcoux, Michel Trahan et Daniel Grégoire reviennent à CKMF. Trahan commence à diffuser des pièces musicales représentant le « son de discothèque » à son émission, et la station obtient de bonnes cotes d'écoutes. Il quitte subitement en janvier 1977 pour d'autres projets, et est remplacé temporairement par Michel Jasmin de CJMS, qui fera partie de l'équipe CKMF en mars.
D'après une histoire racontée en 1998, Michel Jasmin aurait par mégarde fait jouer une pièce disco en début d'émission, ce qui a entraîné une trentaine d'appels d'auditeurs. L'erreur est intentionnellement répétée le lendemain, les lignes téléphoniques ne dérougissent pas. La direction n'est pas d'accord mais la musique disco fait quintupler les cotes d'écoute.
À l'automne 1977, Jean Coutu prend le micro le matin et Mariette Lévesque en fin de soirée, pour une seule année.
Lors du spécial Disco Award de l'émission télé Et ça tourne diffusée en direct le 26 novembre 1977 sur le réseau TVA, l'animateur Alain Montpetit remet le trophée du Meilleur animateur disco de l'année à Michel Jasmin. En 1978, Montréal était le deuxième marché disco derrière New York. Le Lime Light était l'équivalent montréalais du Studio 54. CKMF était complice au mouvement disco et consacre l'émission quotidienne Le 5 à 8 (17 h à 20 h) à cette musique. « Des employés allaient à New York la nuit pour aller chercher une copie de disque et revenir le jour même pour la donner à Michel Jasmin pour la faire jouer en ondes. On était la raison d’être de notre auditoire. ».
Début février 1979, Michel Jasmin devient actionnaire et vice-président de CIEL-FM, qui a changé de format musical le mois précédent, et transférant son émission populaire de CKMF à CIEL,. Deux semaines plus tard, CKMF engage Alain Montpetit afin de poursuivre le 5 à 8. CIEL ne performe pas dans les cotes d'écoutes BBM de l'été 1979, le 5 à 8 de CIEL prend fin le 9 novembre, et CIEL abandonne le disco à l'été 1980. À l'été 1979, après 11 ans à CFGL, Guy Godin est entendu au micro de CKMF dès le 30 mai durant les vacances de Stéphan Deval. À l'automne, CKMF lui offre une émission de soirée, alors que Douglas Leopold est chroniqueur extravagant pour les infos nocturnes. À partir du 16 juillet 1979, Paul Houde est le nouvel animateur de l'émission matinale,,,, jusqu'en 1982.

### Années 1980
La musique disco est en déclin au début 1980 pendant que le courant musical se tourne vers le new wave et le dance-oriented-rock (DOR). Notamment, une foire new wave de 60 heures d'affilée est tenue du 16 au 18 mai 1980 au Centre Paul-Sauvé.
Début 1980, lors de l'audience de renouvellement de la licence, le CRTC qualifie CKMF de « grand fiasco » pour notamment d'avoir changé de style musical sans l'approbation du CRTC. Le commissaire Jacques Hébert commentera « Vous vous êtes lancés dans le disco, mais si dans un mois la valse viennoise revenait à la mode, vous vous lanceriez sans crier gare. ». À cette époque, quelques stations jouent environ 80 % de chansons non-francophones par jour. Durant cette audience, les diffuseurs clament qu'« il ne se produit pas assez de musique vocale francophone, particulièrement de la québécoise, pour alimenter une programmation radiophonique swingnante. » À la fin septembre, le CRTC renouvelle la licence pour 18 mois. En septembre 1981, CKMF modifie sévèrement sa programmation afin de respecter le quota de 65 % de contenu francophone par jour.
De son côté, le compétiteur CKOI-FM qui se spécialisait dans la musique rock francophone, se révolte et diffuse la moitié de sa programmation dans un format new-wave, et accepte de ne diffuser que 55 % de musique vocale française. Après plusieurs renouvellements de licence de courte durée pour les deux stations, le CRTC finit par approuver à CKOI un quota de 55 % en décembre 1983. En mars 1984, CKOI se plaint que CKMF joue trop de pièces rock progressif, à l'encontre de sa licence de format MOR (en) contemporain. Entretemps au début de l'été, le CRTC redéfinit les genres musicaux et le dance music fera partie du Groupe IV. En septembre, le CRTC refuse à CKMF une réduction à 55 % de musique vocale de langue française, comparable à CKOI, ainsi qu'une réduction de musique jazz. En mars 1985 lors d'une nouvelle audience, CKMF demande de nouveau une réduction à 55 % alors que CKOI demande un quota de 40 %, remarquant aux commissaires que « la production de disques francophones au Canada est passée de 242 en 1977 à 132 en 1983. Pire encore : les plus gros vendeurs de disques au Québec, Céline Dion et René Simard, ne cadrent pas dans le son CKOI » et d'avoir déjà « brûlé » six des huit chansons sur le dernier album de Marie Michèle Desrosiers, qui n'est pas bon vendeur. Le 22 mai, le CRTC renouvelle la demande de CKMF pour 5 ans, refusant de nouveau sa demande de diminution à 55 % (ainsi que le 40 % demandé par CKOI), mais lance un « Groupe de travail sur la musique populaire de langue française ». Dans un avis public publié en mars 1986, le CRTC diminue le pourcentage obligatoire à 55 % à titre provisoire pour deux ans, mais les stations FM doivent en faire la demande,. Celle de CKMF fut approuvée en janvier 1987. Finalement, après des audiences publiques tenues à l'automne 1989, le CRTC décide en février 1990 de ramener le pourcentage à 65 %, applicable le 1er septembre pour CKMF,,.
Le 10 novembre 1980, Paul Houde inaugurait son émission matinale à partir des nouveaux studios au 1717 boulevard Dorchester (devenu René-Lévesque en 1987), coin avenue Papineau, réunisant avec CJMS qui emménage le mois suivant. Au départ de Paul Houde à l'été 1982 pour CFGL, CKMF recrute l'humoriste Christian Lavoie, qui venait de perdre son poste à CKCV de Québec.
Alain Montpetit quitte CKMF au printemps 1982 pour se réorienter, ayant l'intention d'animer une émission d'affaires publiques dans une station de radio à Toronto. Il sera impliqué dans l'affaire du meurtre du mannequin Marie-Josée Saint-Antoine, poignardée dans sa demeure à New York. Son ami et collègue Douglas Leopold l'accuse du meurtre, en direct à la radio. Montpetit poursuit Leopold pour diffamation; l'affaire est conclue à l'amiable. Après un an à CJMS, Montpetit reviendra à CKMF en janvier 1984 à l'émission matinale mais sera remercié en juin après la baisse des cotes d'écoutes de la station. En mars 1986, Montpetit anime les fins de semaine à CKMF. Il meurt le 10 juin 1987 d'une surdose de drogue dans sa chambre d'hôtel à Washington.
À l'été 1982, Mario Lirette occupe les fins de semaines, prenant le relais de Montpetit. Il restera à CKMF jusqu'en 1995.
En 1981, RadioMutuel décroche une licence du CRTC dans la ville de Québec. CHIK-FM 98,9 MHz est lancé le 29 juillet 1982. Le directeur général est Guy Aubry, anciennement directeur des programmes à CKOI jusqu'en 1981. Aubry revient à Montréal et anime le 5 à 10 Live à CKMF dès le 24 août 1982. Il restera à CKMF jusqu'en 1993.
En décembre 1982, Roch Denis passe de CJMS à CKMF. Après 18 ans à Montréal, le Hullois revient dans sa région natale à l'automne 1995 à CKTF-FM. Aussi en 1982 marque le début du « Choix du Québec » où les auditeurs doivent voter parmi les quarante chansons populaires de l'année (25 à 30 anglophones, le reste francophone) durant quatre semaines diffusés lors d'un montage dont le nombre de chansons est réduit d'une dizaine chaque semaine. Le concours s'est étendu sur le réseau dans les années 1990, et abandonné durant les années 2000.
À l'automne 1983, Michel Jasmin effectue son retour à CKMF, les avant-midis en direct de son appartement situé dans le Complexe La Cité. Occupé entre son émission de télé à TVA et de restaurateur au Hélène de Champlain, il quittera CKMF à l'été 1984, en même temps qu'Alain Montpetit, pour « penser à la carrière ». Gaétan Bacon prend la place de Jasmin.
Michel Beaudry, chroniqueur sportif à CJMS et CKMF depuis 1981, devient le nouvel animateur du matin. Autres changements à l'été 1984, Gilles Payer et François Bertrand passent de techniciens à animateurs. À l'été 1985, Beaudry est muté à la matinale de CJMS, il sera remplacé à CKMF par Michel Beaudoin. À l'automne, Didier Schraenen animera les avant-midis. Il deviendra pilote automobile dont son bolide sera commandité par CKMF durant les années 1990, et demeurera chroniqueur pour la station.
Fin mars 1986, malgré de bonnes cotes d'écoute, Beaudoin est remplacé par Gilles Payer afin de ramener l'humour le matin. Alain Montpetit occupe la case laissée vacante par Payer les fins de semaines. C'est le début du Zoo de Montréal, une formule empruntée du Zoo de CJMF-FM à Québec. L'émission dominera les matins en 1990, et prendra fin en 1994.
En 1986, à l'exception de CKAC, la radio AM continue de perdre des auditeurs au profit de la radio FM. Radiomutuel commence à bâtir son réseau FM en modifiant le style musical de CHIK-FM Québec, l'acquisition de CIMO Sherbrooke, CIGB Trois-Rivières et CJAB Chicoutimi, les lancements de CKTF Gatineau, CJMM Rouyn-Noranda et CJMV Val d'Or, et l'affiliation de CIKI Rimouski et CJDM Drummondville. Le réseau FM Radiomutuel compte dix stations en 1992.
Peu après le lancement de MusiquePlus à temps partagé à l'automne 1986, RadioMutuel s'associe avec l'ontarienne CHUM Limited à parts égales dans un effort de lancer la chaîne en service 24 heures. Certains VJs feront leurs débuts à la radio à CKMF, et quelques émissions en commun seront diffusées sur le réseau Énergie comme certains Top de l'été (à la Fête du Travail) et de l'année (le Jour de l'an).
À l'automne 1989 à l'occasion de son 25e anniversaire, CKMF lance le concours « la plus grande folie » aux auditeurs mettant en valeur la station dans un concept original afin de remporter 25 000 $. Deux cascadeurs sont descendus du toit du Forum de Montréal durant un match des Canadiens, et accusés peu après de méfait public. Le gagnant a été Gilles Chartier, un professeur d'arts martiaux déguisé en Batman qui s'est suspendu sous le pont Jacques-Cartier durant 94 minutes le 29 septembre, nécessitant l'intervention de la Sûreté du Québec, du Service de police de la Communauté Urbaine de Montréal et des pompiers, bloquant la circulation durant l'heure de pointe jusqu'à 17 h 30, faisant la une du Journal de Montréal le lendemain.

### Années 1990
Les sondages BBM d'hiver et printemps 1990 sont excellents, et celui d'automne bat même CKAC et CKOI. CKOI reprend la première place en 1991.
En mai 1990, Gilles Parent, Michel Morin et Alain Dumas de la populaire émission matinale Le Zoo diffusée depuis 1985 à CJMF-FM à Québec, passent à CHIK-FM. L'émission matinale La Jungle dèbute le 18 juin. Le groupe gagnera en popularité durant la Crise d'Oka. Les sketchs, parodies et chansons de La Jungle sont diffusées sur les autres stations du réseau FM sous forme de capsules en semaine, ainsi qu'une émission réseau La Jungle en folie les dimanches matins.
La Jungle prend la place d'une émission coanimée par Stéphane Rousseau, qui déménage à Montréal. Il se joindra à Mario Lirette pour l'émission Les Deux pistons au retour à la maison, remplaçant Patrice L'Écuyer. Très vite, il devient l'animateur vedette de la station, grâce aux records de cotes d'écoute. L'émission prendra fin en 1993, remplacée à l'automne par Les Grandes Gueules. Rousseau sera un invité récurrent dans différentes émissions à CKMF, et rejoindra notamment l'émission du matin en 1998 et 1999.
Le 27 mai 1992, RadioMutuel annonce, symboliquement au Dunkin' Donuts à l'angle de la rue Masson et la 12e avenue, que le groupe Rock et Belles Oreilles animera une émission sur l'heure du midi dès le 17 août sur tout le réseau, faisant concurrence féroce aux Midis fous de CKOI-FM animé par Richard Z. Sirois, qui dominait alors les cotes d'écoute. L'émission prend fin en mai 1993 lorsque le groupe effectue un retour à la télé. Après la séparation de RBO, André Ducharme se joindra à l'émission matinale à l'automne 1995.
L'automne 1993 marque l'adoption officielle de Radio Énergie comme nom du réseau FM de RadioMutuel, qui faisait auparavant partie des slogans (« Énergie musicale »), et d'un nouveau logo. RBO viendra faire un tour au Zoo de Montréal, Mike Gauthier anime les avant-midis, JiCi Lauzon anime Révolution 70, une émission musicale qualifiée d'alternative aux Midis fous de CKOI, Roch Denis en après-midi, début de l'émission Les Grandes Gueules, et Ricky Dee à 18 h.
Le 9 décembre 1993, Christian Tétreault, lecteur des nouvelles sportives à la matinale de CKOI, signe un contrat avec CKMF et remet sa démission de CKOI le lendemain matin, une heure avant d'entrer en ondes,. CKOI émet une ordonnance d'injonction interdissant Tétreault à quelque station que ce soit au Québec avant le 10 mars 1994, afin de respecter le préavis de trois mois inclus dans son contrat,. En février, Patrice L'Écuyer rejoint Martine Doucet alors que Gilles Payer rejoint Mario Lirette en après-midi. Tétreault co-animera la matinale durant un an et sera le nouveau co-animateur des Grandes Gueules à l'automne 1995 à la suite des problèmes judiciaires de Mario Lirette.
Au printemps 1994, CKMF lance un nouveau concours pour son trentième anniversaire : « Que feriez-vous pour 30 000 $ ? ». Le gagnant est Michel Beaulieu, qui s'est auto-déclaré gagnant de 19 millions au Lotto 6/49 et entraîné les médias durant six heures dans son canular.
CKMF perd sa station-sœur CJMS le 30 septembre 1994 lors du vendredi noir. CKAC devient une station RadioMédia détenue à parts égales entre RadioMutuel et Télémédia. CKMF fera appel à CKAC pour certains services tels que la circulation et quelques bulletins de nouvelles.
En 1996 et 1997, Radio Énergie retransmet l'émission L'Heure JMP sur TQS les dimanches soirs, dont Ricky Dee puis Frédérique Marie assuraient l'animation durant les pauses publicitaires à la télé.
À l'été 1997, Patrice L'Écuyer est renvoyé de CKMF durant ses vacances, un an avant la fin de son contrat et poursuit la station. Il rejoindra CKOI à l'automne 1998. Christian Tétreault reviendra le matin à l'automne 1997, alors que Pierre Pagé prend le relais à l'animation des Grandes Gueules.
Le 17 mai 1998, CKMF organise le Discofest au Métropolis, réunissant de nombreux animateurs de l'époque disco dont Michel Jasmin et Guy Aubry,. L'événement marque le retour de l'émission 5 à 8 les samedis soirs animée par Ricky Dee, avec des capsules historiques par Guy Aubry qui fait aussi quelques remplacements. L'émission, qui n'est pas diffusée sur le réseau, sera un succès de cotes d'écoutes et sera à l'origine de sept compilations Disco Nights entre 1998 et 2000, contenant vingt chansons chacune. CKOI lancera son émission concurrente en 1999, Studio 54 animée par Denis Fortin et Michel 'W' Duguay, mais n'obtiendra pas le succès escompté.
À l'automne 1999, CKMF engage Michel Barrette et Gildor Roy, animateurs vedettes de CKOI, pour l'émission matinale, et Christian Tétreault devient chroniqueur sportif. Les deux animateurs ne seront pas de retour à l'automne. Le midi, on entendra La Belle et MacLeod avec Peter MacLeod et Josée Boudreault, uniquement à Montréal. L'émission de variétés La Fureur de Radio-Canada est diffusée en simultané le vendredis sur le réseau Énergie.

### Années 2000
En juin 1999, Astral Media a annoncé son intention de faire l'acquisition de Radiomutuel, qui a été approuvée par le CRTC le 12 janvier 2000.
À l'automne 2000, CKMF engage Stéphane Laporte pour concevoir et animer l'émission matinale I Lève You avec les collaborateurs Bruno Blanchet, Élyse Marquis et Stéphanie Allaire,. L'émission ayant perdu plus de 100 000 auditeurs, des parts de marché importantes ainsi que des commanditaires, CKMF met fin à l'émission le 15 décembre 2000. Laporte poursuivra CKMF en novembre 2002. Une nouvelle équipe est assemblée pour l'émission matinale pour janvier 2001, animée par Pierre Pagé (qui continue d'animer Les Grandes Gueules en parallèle) et les collaborateurs Christian Tétreault, Patrick Groulx, Nadia Bilodeau et Mitsou Gélinas.
Aussi à l'automne 2000, les Grandes Gueules produisent une émission à l'heure du midi sur le réseau Énergie, sauf à Montréal où ils poursuivent l'émission du retour à la maison. Après trois ans à faire deux émissions par jour, Les Grandes Gueules devient une émission réseau au retour à la maison à l'automne 2003.
L'automne 2000 marque aussi le début de l'émission Le Beat coanimée par Daniel Desnoyers les vendredis soirs sur tout le réseau Énergie. À partir de l'automne 2002, l'émission du vendredi n'est plus diffusée à Montréal, la case étant occupée par l'émission Happy Hour de Ricky Dee. Par contre, une émission est ajoutée le samedi soir sur tout le réseau. Le 17 juillet 2004, Daniel Desnoyers déménageait ses tables tournantes à CKOI pour coanimer une émission appelée Spin. Retour sur Énergie en août 2006 avec l'émission Le Party 5 à 8, suivie par Pure Dan Desnoyers.
Les Justiciers masqués rejoignent François Fortin les dimanches matins dès l'hiver 2001, et piègent quelques personnalités connues.
En janvier 2002, le 5 à 8 passe aux années 1980, animé par Ricky Dee à Montréal et Mélanie Gagné sur le réseau Énergie.
En avril 2002, Astral Radio achète Télémédia (propriétaire de RockDétente) ainsi que les 50 % détenues dans Radiomédia (les stations AM). La station CITE-FM déménage l'année suivante dans les studios de CKMF.
À l'automne 2002, le réseau n'utilise plus les lettres d'appel CKMF en ondes et se dote d'un nouveau logo. Les capsules Les Deux Minutes du peuple de François Pérusse s'ajoutent à la programmation. En conséquence, Pérusse est désinvité de l'émission La Fureur du 29 novembre 2002, radio-diffusée depuis deux ans sur CKOI.
À l'automne 2004, Peter MacLeod quitte la station. Josée Boudreault reste à l'émission du midi en co-animant Le Monde est Petit avec Martin Petit, alors que Éric Salvail, qui a remplacé durant l'été, rejoint l'équipe du matin. Boudreault quittera l'année suivante alors que Petit aura des invités comme co-animateurs.
En 2009, Énergie devient NRJ en s'associant au groupe NRJ International.

### Années 2010
Le 16 mars 2012, Bell Canada (BCE) annonce son intention de faire l'acquisition d'Astral Media, incluant CKMF, pour 3,38 milliards de dollars. La transaction a été refusée par le CRTC. Bell Canada a alors déposé une nouvelle demande et annonce le 4 mars 2013, qui a été approuvée le 27 juin 2013.
En mars 2013, CKMF-FM a un changement de format, de top-40 à top-40 pour adultes en raison des changements de Mediabase et BDS.
Le 24 août 2015, le réseau fait marche arrière et redevient Énergie. Bell Média, propriétaire de l'antenne, n'a pas renouvelé l'entente avec la franchise NRJ International en raison des deux changements des formats en mars 2013 et février 2015.

### Identité visuelle (logo)

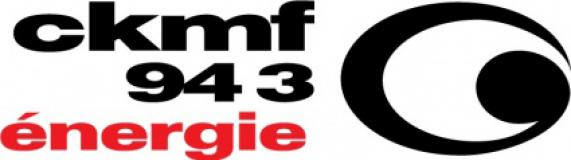
Logo de CKMF 94,3 avant 2002.
Logo d'Énergie 94.3 avant le 24 août 2009.
Logo de NRJ Montréal 94,3 avant 2014.
Logo de NRJ Montréal 94,3 de 2014 à août 2015.
Logo de Énergie Montréal depuis le 24 août 2015.

### Slogan
- « Monte le son » (années 2000)
- « Méchante Radio » (août 2009 - décembre 2010)
- « La Radio des Hits » (janvier 2011 - août 2012)
- « La Radio de tous les Hits » (août 2012 - février 2014)
- « L'NRJ musicale de Montréal » (février 2014- août 2015)
- « Toujours en tête » (août 2015 - août 2017)
- « Les + gros hits à Montréal » (août 2017 - août 2019)
- « Plus de classiques, Plus de Fun » (août 2019 - Aujourd'hui)

## Animateurs
- Martin Tremblay (Le Boost!)[113]
- Tammy Verge (Le Boost!)
- Rémi-Pierre Paquin (Le Boost!)[113]
- Sébastien Trudel : (Ça rentre au poste)
- Mario Tessier : (Ça rentre au poste)
- Marie-Claude Savard : (Vos Classiques au travail AM, Midi Fun)
- Julie Boulanger (« Julibou »)  ( Vos Classiques au travail PM, Ça rentre au poste)
- Mike Gauthier : "Stéréo Mike"
- Pierre Pagé : "Weekend Énergie, Midi Fun"
- Peter MacLeod : "Midi Fun"
- Phil Branch (Last Call)
- Dave Morgan (Le Boost! du vendredi)
- Valérie Sardin (Le Boost! du vendredi)
- François Pérusse (Les 180 minutes du peuple)
- Nic Wilson (Party Rock)

## Collaborateurs
- Étienne Phénix (Journaliste)
- Jean-Luc Legendre (Journaliste)
- Benoit Cossette (Producteur: Midi Fun)
- Maryo Bellemare (Autoguidage/circulation)
- Adam Brisson (Réalisateur: "Ça rentre au poste")
- Luc Cauchon (Producteur: "Ça rentre au poste")

## Anciens animateurs
années 1970
- Anita Barrière (1973-1976)
- Jean Coutu (1977-1978)
- Stéphan Deval (1973-1985)
- Guy Godin (1979)
- Daniel Grégoire (1975-1976)
- Paul Houde (1979-1982)
- Richard Huet (1972)
- Michel Jasmin (1977-1979, 1983-1984)
- Réjean Lefrançois (1976)
- Douglas « Coco » Léopold (en) (1979-88)
- Mariette Lévesque (1977-78)
- Reine Malo (1972-84)
- Pierre Marcotte (1974-77)
- André Marcoux (1971-83)
- Alain Montpetit (1979-82, 84, 86)
- Pierre Olivier (1971-)
- Robert Steingue (1976-)
- Michel Trahan (1972, 1975-76)
- Michel Vinet (1978-)

années 1980
- Guy Aubry (1982-1993)
- Michel Beaudry (1981-)
- Gaétan Bacon (1984-)
- François Bertrand (1983-)
- Vincent Bilodeau (1984)
- Pierre Brassard (1987-1988)[114]
- Marc Carpentier (1981-1982)
- André Clermont (1984-)
- Ricky Dee (1986-2006)
- Roch Denis (1982-1995)
- Serge Dupire (été 1983)[115]
- Denis Gagné (1989-)
- Fayolle Jean (1986-1987)[116]
- Michel Lafrance (1988-1994)
- Christian Lavoie (1982-1984)
- Patrice L'Écuyer (1989-1997)
- André Liboiron (1983)[117]
- Mario Lirette (1982-1995)
- Danielle Marchand (1982-)
- Gilles Payer (1984-1996)
- Colette Provencher (1986)
- Simon Provencher (1986)
- Didier Schraenen (1985-)
- Sophie Stanké (1983-1984)[118]

années 1990
- Marie-Louise Arsenault (1995-1999)
- Michel Barrette (1999-2000)
- Réal Béland (1997-)
- Nadia Bilodeau (1997-2012)
- Josée Boudreault (1999-2005)
- Martin Champoux (1994-)
- Daniel Charlebois (1994-)
- Véronique Cloutier (1994)
- Alex d'Aragon (1991-)
- Simon Delage (1993-1995)
- Marc Denoncourt (1997-)
- Martine Doucet (1994-1995)
- André Ducharme (1995-)
- Philippe Fehmiu (1994-)
- José Gaudet (GG, 1993-2007, 2010-2015, 2017-2019)
- Mike Gauthier (1992-2001, 2017-)
- Mario Jean (1993-)
- Philippe Landry (1999-)
- Yves Laramée (1998-)
- JiCi Lauzon (1993-)
- Stéphane K. Lefebvre (1999-)
- Jean-Yves Lemay (1998-)
- Patrick Lemieux (1997-)
- Benoit Lévesque (sports, 1995-1999)
- Peter MacLeod (1999-2004, 2022-)
- Marie-Josée Morin (1994-)
- Pierre Pagé (1992-95, 1997-)
- Marie Plourde (1993-98)
- Francis Reddy (1994)
- Rock et Belles Oreilles (1992-94)
- Stéphane Rousseau (1990-)
- Gildor Roy (1999-2000)
- Stéphan Roy (1990-)
- Jean Sasseville (1994-2007)
- Mario Tessier (GG, 1993-)
- Christian Tétreault (1994-)
- François Toupin (1992-)
- Anne-Marie Withenshaw (1999-)

années 2000
- Émily Bégin (2004-)
- Dany Bernier (Babu) (2006-)
- Daniel Desnoyers (2000-04, 2006-)
- Dominic et Martin (2007-09)
- Jean-François Fillion (200?-)
- Denis Fortin (2005-12)
- François Fortin (2000-)
- Richard Fortin (-2004-)
- Mélanie Gagné (2001-)
- Benoît Gagnon (2006-14)
- Mitsou Gélinas (2000-12)
- Patrick Groulx (2001-)
- Justiciers masqués (2001-)
- Marc-André Labrosse (-2004-)
- Mylène Ledoux (2007-)
- Cynthia Lemieux (-2006-)
- Pierre-Yves Lord (2001-)
- Michel Morin (2001-)
- François Pérusse (2002-)
- Martin Petit (2000-)
- Isabelle Racicot (2007-09)
- Éric Salvail (2004-)
- Julie St-Pierre (-2009-)
- Richard Turcotte (2000-)
- Christopher Williams (2009-)

années 2010
- Dominic Arpin (2015-2017)
- Paul Beauregard (2014-2015)
- Philippe Bond (2010-2023)
- Julie Boulanger (Julibou) (2017-)
- Phil Branch (2010-)
- Andrée-Anne Brunet (-2018-)
- Tobie Bureau-Huot (2011-2016)
- Benoit Cossette (Ben K7) (2013-2023)
- Michel "W" Duguay (2017-2021)
- Anaïs Favron (2012-2016)
- Fred Labelle (2015-2017)
- Patrick Langlois (2017)
- Martin Lemay (2010-)
- Philo Lirette (2012-2022)
- Maxim Martin (2015-2022)
- Olivier Martineau (2018-2022)
- Mélanie Maynard (2015-2017)
- François Morency (2014-2016)
- Étienne Phénix (2013-)
- Claudine Prévost (2012-2023)
- Marie-Christine Proulx (2017-2020)
- Jonathan Roberge (2016-2021)
- Kim Rusk (2018-2022)
- Marie-Claude Savard (2015-)
- Roxane St-Gelais (2015-2016)
- Sébastien Trudel (2018-)

années 2020
- Cathy Gauthier (2022-2025)

À cette liste s'ajoute les remplaçants (congés, fêtes, été), chroniqueurs et collaborateurs : les capsules humoristiques, les informations et journalistes, les sports, la météo, la circulation, les gentil organisateurs et promotions, sans oublier les préparateurs de montages, les metteurs en ondes, les réalisateurs, le directeur musical, etc.